# 宇部興産ビル

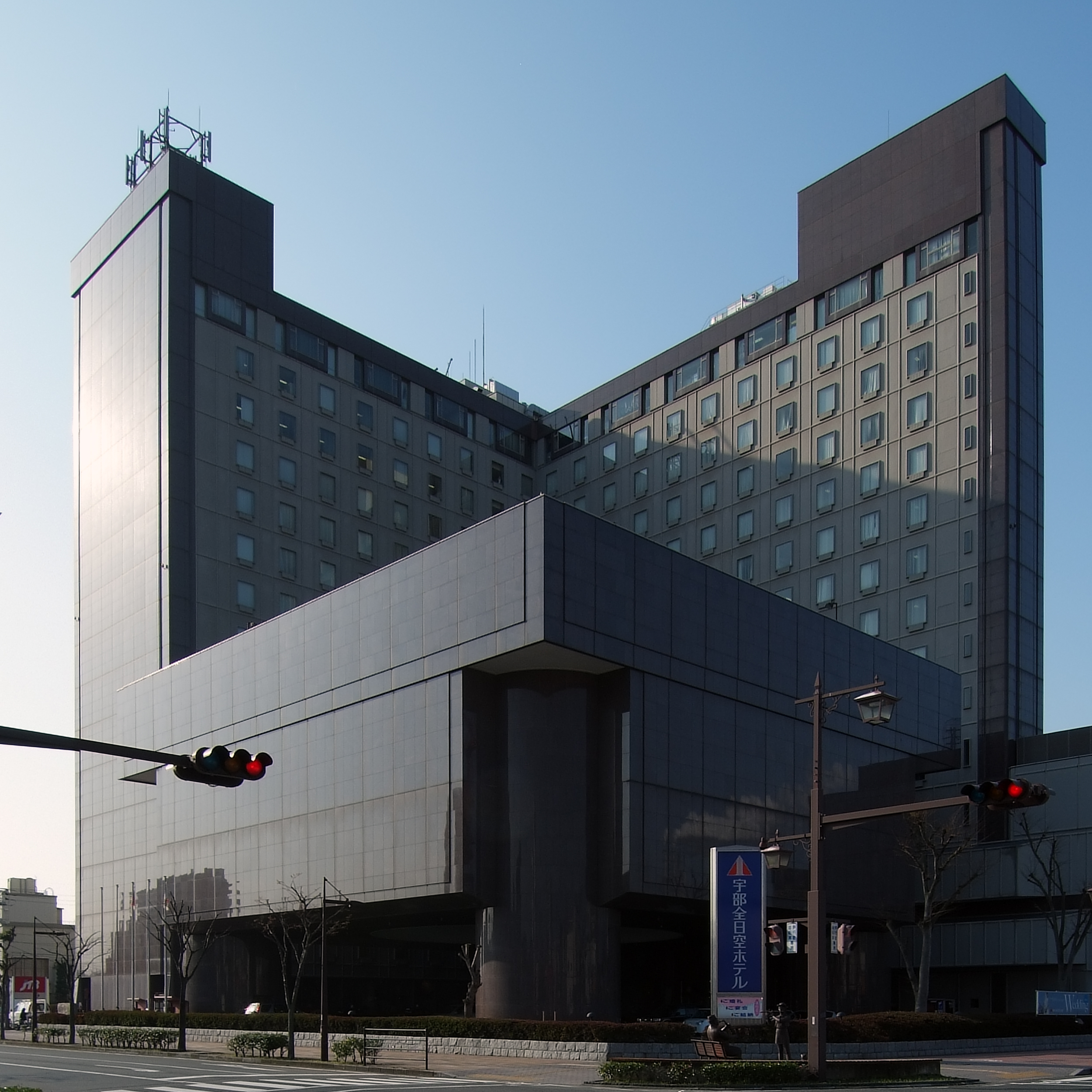
宇部全日空ホテル時代の外観
（2009年4月撮影）

宇部興産ビル（うべこうさんビル）は、山口県宇部市相生町にあるオフィスとホテルからなる複合ビルである。宇部興産（後のUBE）が中心となり建設し、オフィス棟に同社の本社機能の一部が入居する。ホテル棟には同社の関連会社が運営するANAクラウンプラザホテル宇部が入居していたが、2024年（令和6年）3月31日をもって営業を終了した。

## 概要
宇部興産ビルの建設は、当時の宇部興産社長であった中安閑一が「将来宇部市が国際都市へと飛躍していく先駆けとなるに相応しい、外国の要人も宿泊できる都市型ホテルや店舗、国際会議もできる会議場、事務所を備えた複合ビル」を構想し、山口宇部空港に路線を就航し全日空ホテルズの展開を進めていた全日本空輸の協力を得て実現した。
意匠・設計は渡辺翁記念会館や宇部工業会館（宇部興産本社旧館）、宇部ケミカル工場事務所など宇部興産関連の建築物も複数手掛けている村野藤吾が率いる村野・森建築事務所が担い、「宇部の文化・経済のシンボルづくり」を基本理念として1982年（昭和57年）3月23日に起工。1983年（昭和58年）10月29日に竣工、同年11月1日に開業した。
村野の生前最後に完成した作品であり、村野の死後1年後にあたる1985年（昭和60年）には第26回BCS賞を受賞している。
2001年（平成13年）には宇部興産の資産証券化の一環としてビルの所有権が住友信託銀行に信託され、それにより得られる第一受益権はオリックスに売却された。同行から引き継いだ三井住友信託銀行とUBEがマスターリース契約を締結し、同社が各テナントに対して転貸を行う形で運営する形態を採っていた。
2023年（令和5年）10月13日、UBEがホテル棟に入居するANAクラウンプラザホテル宇部について、2024年（令和6年）3月末をもって営業終了する方針を発表。オフィス部分についてはそのまま継続して運営する一方、発表時点においてホテル部分は売却先を探しているが見つかっておらず、譲渡先は未定とされていた。
ホテル閉鎖を前にした2024年（令和6年）2月26日、広島市に本社を置き中四国地方で不動産事業を展開する「みどりホールディングス」がビルの土地・建物の所有権を取得した。宿泊部門は「実績ある事業者」と交渉を進めているが再開時期は未定、国際会議場の運営は検討中としている。

## 沿革
- 1982年（昭和57年）3月23日 - 着工[1]。
- 1983年（昭和58年）
  - 10月29日 - 竣工[1]。
  - 11月1日 - 開業[1]。
- 2001年（平成13年） - ビルの所有権が宇部興産から住友信託銀行に信託、第一受益権がオリックスへ売却[6]。
- 2024年（令和6年）2月26日 - みどりホールディングスがビルの土地・建物の所有権を取得[9]。

## 施設

### 建築物
ビルはL字型の2つの高層棟（東に面するオフィス棟および南に面するホテル棟）と、それに囲まれる低層棟（国際会議場）から構成される。低層棟の1階部分はピロティとなっており、竣工当時は噴水が設けられていたが、後に駐車場へと改築された。また、ホテル棟南側に設けられた日本庭園の地面には地階への採光窓が埋め込まれている。
外壁には設計者の村野藤吾が指定した花崗岩「マホガニーレッド」（桜御影）が用いられている。このマホガニーレッドは原産地のアメリカでも希少な種類の石材で、原石のまま輸入して日本国内で加工し、コンクリート板に貼り付けた部材を現地に運び込み、ビルに取り付ける形で施工された。竣工時、各階には宇部市出身の日本画家である西野新川、洋画家の長尾淘太らの絵画、彫刻などの美術品が展示された。
竣工時点では山口県内で最高層、翌年に当ビルを上回る山口県庁舎が山口市に完成してからも宇部市内では最高層の建造物であったが、2019年（平成31年）3月に山口大学医学部附属病院新病棟（地上14階建て高さ69メートル）が竣工し、同市内では2番目の高さとなった。計画時点では「宇部総合ビル」と仮称し、中国地方の民間高層ビルとしても広島全日空ホテル（後のANAクラウンプラザホテル広島）と並ぶプロジェクトであった。
建築主体は宇部興産子会社の宇部興産ビル株式会社が担い、大林組と大成建設の共同企業体による施工のもと、総工費130億円を投じて建設された。着工以来589日、延べ労働時間137万2千時間、延べ人員15万1千人が携わった大規模工事ながら無事故で完工し、施工を担った大林組と大成建設は労働時間130万時間超で無災害の建築工事を対象とした第1種の労働基準局長表彰を受けた。

### 設備
- 駐車場
  - 167台（地上 - 88台、地下 - 79台）
- エレベーター
  - 客用20人乗り 180m/分（5台）
  - 非常用17人乗り 105m/分（2台）
  - 人荷用13人乗り 105m/分（1台）

### 入居企業
宇部商工会議所の改築問題がビル建設の発端だったこともあり、竣工当時は同会議所をはじめ宇部興産の本社機能の一部、商社や建設会社など30近くの事業所がオフィス棟に入居した。宇部興産のUBEへの改称、エネルギー・建設資材事業のUBE三菱セメントへの統合再編を経て、当ビルに両者の人事・財務系の部門が引き続き入居し、宇部地区の本社機能の一部を担っている。

#### オフィス棟
- UBEグループ
  - UBE宇部本社
    - 経理・財産部（2階）、情報システム部・DX推進室（7階）、OA研修室（11階）、知的財産部（13階）、人事部（15階）

  - 宇部総合サービス本社（6階）
  - UBEアセット&インシュアランス宇部本社（9階）
  - UBE健康保険組合（8階）
- UBE三菱セメントグループ
  - UBE三菱セメント情報システム部・環境安全部（6階）、経理財務部・人事部・資材部（11階）
  - 宇部マテリアルズ本社（5階・6階）
- アシスト宇部サポートセンター
- 一般社団法人宇部青年会議所（6階）
- 宇部西ロータリークラブ（6階）
- 宇部ロータリークラブ（6階）
- 宇部情報システム本社（10階・13階・14階）
- 国際ソロプチミスト宇部（6階）
- ジブラルタ生命保険宇部営業所（11階）
- 新菱冷熱工業山口営業所（6階）
- 西華産業中国営業本部山口支店（10階）
- 日本管財宇部興産ビル防災センター（B1階）
- 損害保険ジャパン宇部保険金サービスセンター（12階）
- 富士電機山口営業所・山口サービスセンター（9階）
- ランスタッド宇部キャリアセンター
- WDB宇部支店（11階）

#### ホテル棟
- ANAクラウンプラザホテル宇部 - UBE子会社のユービーイーホテルズが運営していたが2024年（令和6年）3月31日をもって営業終了、土地建物を取得したみどりホールディングスが後継のホテル運営事業者と交渉し営業再開を目指しているが、引き継ぎ先は3月末時点で未定[3]。

## 交通アクセス
- 山口宇部空港から車で10分、またはリムジンバスで宇部中央バス停下車徒歩1分。
- JR宇部線 宇部新川駅下車徒歩5分。

## 周辺
- 渡辺翁記念会館
- 宇部中央バス停
- 真締川